# Tom Dumoulin
Tom Dumoulin (Maastricht, 11 novembre 1990) è un ex ciclista su strada olandese. 
Professionista dal 2012 al 2022, è stato un passista-scalatore forte anche in discesa e a cronometro. Soprannominato "Farfalla di Maastricht", in carriera ha vinto il Giro d'Italia 2017, oltre a quattro tappe alla corsa rosa, tre al Tour de France e due alla Vuelta a España; si è inoltre aggiudicato il titolo mondiale a cronometro nel 2017, vincendo nella stessa specialità anche la medaglia di bronzo ai mondiali 2014 e le medaglie d'argento ai Giochi olimpici 2016 a Rio de Janeiro ed ai Giochi olimpici 2020 a Tokyo.

## Carriera

### 2012-2015: gli esordi, le prime vittorie e la Vuelta sfiorata
Dumoulin passa professionista all'inizio del 2012 con la Project 1T4I, già Skil-Shimano. Nei primi due anni da pro non coglie successi. Ha comunque modo di ottenere diversi piazzamenti, tra i quali un sesto posto alla Vuelta a Andalucía 2012, la vittoria della classifica scalatori nella stessa corsa l'anno seguente, la seconda piazza nella prova in linea e la terza in quella a cronometro ai campionati olandesi del 2013, il secondo posto finale all'Eneco Tour 2013. Al Tour de France 2013 è invece uno dei gregari di Marcel Kittel nelle volate.
Nel 2014 ottiene le prime vittorie in carriera da professionista, tutte in prova a cronometro. Ottiene piazzamenti di rilievo anche in brevi corse a tappe (secondo al Giro del Belgio, terzo all'Eneco Tour, quinto al Giro di Svizzera) e in gare in linea (secondo al Grand Prix Cycliste de Québec, prova del World Tour). Il 24 settembre 2014 si classifica terzo nella prova a cronometro dei campionati del mondo di Ponferrada, aggiudicandosi la medaglia di bronzo.
Nel 2015 vince la cronometro della Vuelta al País Vasco e le due cronometro del Tour de Suisse, entrambe prove World Tour. Il 30 agosto 2015 vince la sua prima corsa in linea da professionista, precedendo tutti sull'arrivo in salita della nona tappa della Vuelta a España: nell'occasione indossa anche per due giorni la maglia rossa di leader della classifica generale. Dopo aver ceduto il primato a Fabio Aru, senza però mai perdere molto terreno in classifica generale, lo riprende quando vince la tappa a cronometro di Burgos. Nei giorni seguenti resistite agli attacchi del corridore sardo. Quando la vittoria sembra vicina, però, nella penultima tappa con arrivo a Cercedilla, cede la maglia rossa proprio a favore dell'italiano. Il crollo dell'olandese è importante tanto da farlo uscire dal podio, precipitandolo al sesto posto della classifica generale.

### 2016: i successi di tappa al Giro e al Tour e la medaglia a Rio
Nel 2016 vince in patria la prima tappa del Giro d'Italia, il prologo a cronometro disputato ad Apeldoorn, e indossa la maglia rosa. Cede la leadership della classifica generale all'ex compagno Marcel Kittel dopo la terza tappa, riprendendola nella tappa seguente con arrivo a Praia a Mare. Cede quindi definitivamente il simbolo del primato nell'ottava tappa terminata ad Arezzo, per poi ritirarsi nel corso dell'undicesima tappa (da Modena ad Asolo) per problemi fisici al soprasella.
Dopo aver vinto il campionato olandese a cronometro partecipa al Tour de France senza ambizioni di classifica ma con l'intento di prepararsi per la cronometro dei Giochi olimpici di Rio de Janeiro. Nelle occasioni in cui si impegna al massimo desta impressione, vincendo sia la tappa con un difficile arrivo in salita ad Andorra Arcalis sia la cronometro prevista per la 13ª tappa: in questa prova individuale di 37,5 km relega Chris Froome al secondo posto a 1'03". Durante la diciannovesima frazione, all'indomani del secondo posto a 21" da Froome nella cronoscalata da Sallanches a Megève, è costretto al ritiro per una caduta che mette in dubbio le sue possibilità per Rio. Riesce comunque a presentarsi al via dei Giochi di Rio sia della prova in linea, dove si ritira dopo pochi chilometri, sia della prova a cronometro, dove si classifica secondo alle spalle di Fabian Cancellara e davanti a Chris Froome, il favorito della vigilia. Conquista così la sua prima medaglia olimpica.
Corre in seguito il Tour of Britain dove chiude al terzo posto, e l'Eneco Tour che conclude al 9º posto. Ai mondiali di Doha, non riesce ad andare oltre l'undicesimo posto nella cronometro, mentre si ritira nella corsa in linea.

### 2017: la vittoria del Giro d'Italia e del Mondiale a cronometro

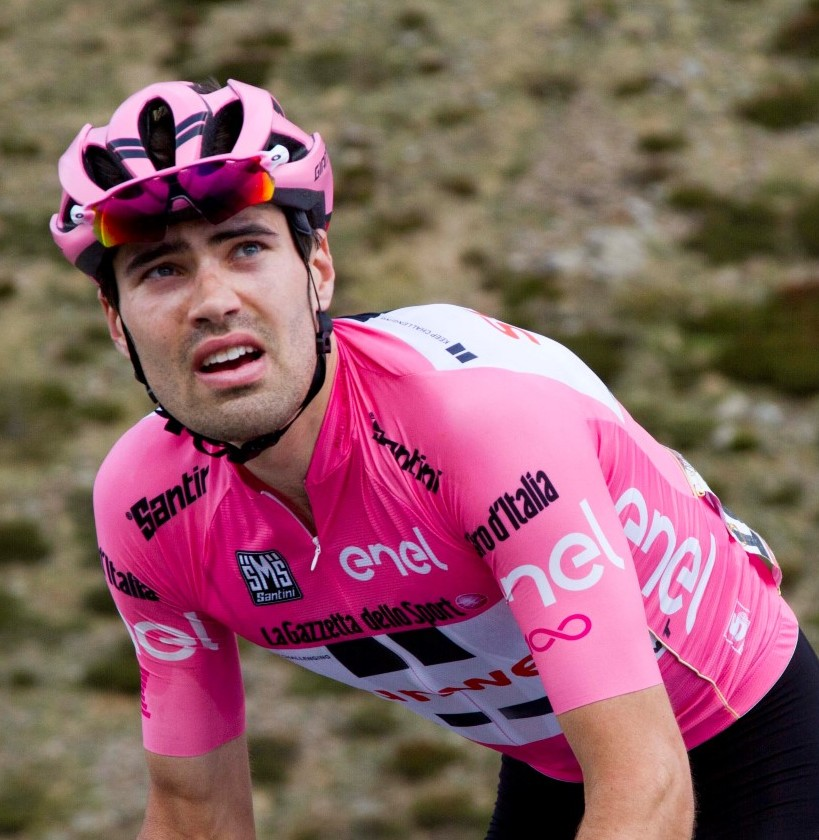
Tom Dumoulin in azione durante la 16ª tappa del Giro d'Italia 2017.

Inizia la stagione preparandosi per la 100ª edizione del Giro d'Italia con ambizioni di classifica. Corre a febbraio l'Abu Dhabi Tour, concludendo al terzo posto la breve corsa a tappe dell'emirato, dimostrando miglioramenti in salita. Dopo aver corso una buona Strade Bianche conclusa al quinto posto, anche alla Tirreno Adriatico dimostra di poter competere con i migliori in salita, terminando la corsa dei due mari al sesto posto.
Si presenta così ai nastri di partenza del Giro con ambizioni di podio. I miglioramenti in salita dell'olandese emergono già dalle prime tappe con arrivo in quota: nella 4ª tappa, sul traguardo dell'Etna, rimane nel gruppo dei migliori mentre conclude la 9ª tappa, con arrivo in salita sul Blockhaus, in terza posizione, battuto allo sprint da Thibaut Pinot e a soli 24" dal vincitore Nairo Quintana. Alla vigilia della cronometro di 39,8 km da Foligno a Montefalco è terzo in classifica generale, dietro al transalpino oltre che allo scalatore colombiano. Corre molto bene la cronometro, infliggendo forti distacchi ai suoi rivali per la classifica generale e conquistando la maglia rosa a scapito di Quintana, che distanzia di quasi tre minuti nella prova contro il tempo e di oltre due minuti in classifica generale. Nella tappa con arrivo al Santuario di Oropa resiste agli scatti di Quintana, lo raggiunge e vince, staccando tutti gli avversari ed incrementando il vantaggio in classifica. Nella sedicesima tappa, con le scalate di Mortirolo, Stelvio e Passo dell'Umbrail, è costretto a fermarsi ai piedi dell'ultima salita per problemi intestinali, riprendendo poi la corsa con circa due minuti di ritardo dal gruppo dei rivali principali. Dopo aver percorso da solo l'ascesa dell'Umbrail e la discesa verso Bormio riesce a conservare la maglia rosa per 31" nei confronti di Quintana.
Riesce a mantenere la leadership nella diciassettesima tappa, conquistata dal transalpino Pierre Rolland, arrivando insieme agli altri uomini di classifica a circa otto minuti dal vincitore. Nella tappa dolomitica da Moena a Ortisei risponde agli attacchi degli avversari sul Passo Gardena, sul Pinei e sulla salita di Pontives. Nella terzultima tappa, che prevede l'ascesa di Piancavallo, su cui è anche posto l'arrivo, accusa oltre un minuto di distacco dai diretti avversari, perdendo la maglia rosa a favore di Quintana. Nella penultima tappa, l'ultima di alta montagna, da Pordenone ad Asiago, limita il distacco dai diretti avversari a soli quindici secondi. Riprende la maglia rosa all'ultima tappa, la cronometro da Monza a Milano, dove arriva secondo alle spalle di un altro olandese, Jos van Emden, conquistando il suo primo Giro d'Italia davanti a Nairo Quintana e Vincenzo Nibali.
Dopo essersi ritirato al Tour de Suisse, vince il campionato olandese a cronometro, bissando il successo dell'anno precedente. Torna alle gare alla Clásica San Sebastián, dove mostra subito una buona condizione riuscendo a concludere quarto, nel gruppo dei migliori. Decide di non partecipare alla Vuelta a España per preparare al meglio il mondiale a cronometro; prende quindi il via al BinckBank Tour, dove chiude la cronometro al terzo posto; dopo il secondo posto nella tappa di Houffalize conquista la vetta della classifica generale alla vigilia dell'ultima tappa con arrivo sul temibile Kapelmuur. Nell'ultima tappa si difende brillantemente e addirittura riesce ad incrementare il vantaggio in classifica con il terzo posto di tappa; vince così la classifica generale della breve corse a tappe del Benelux.
Si presenta al via dei campionati del mondo di Bergen in gran forma, con il mirino sulla prova a cronometro; già durante la prima giornata della competizione vince la cronometro a squadre insieme ai compagni della Sunweb. Tre giorni più tardi si presenta al via della cronometro con i gradi di favorito; non delude le attese, vincendo nettamente la prova con 57" di vantaggio su Primož Roglič e 1'21" su Chris Froome, laureandosi campione del mondo contro il tempo, unendo così l'oro mondiale contro il tempo alla vittoria del Giro d’Italia, un'accoppiata che non riusciva a nessuno dai tempi di Jan Ullrich, che nel 1999 vinse sia la Vuelta a España sia la cronometro iridata. Partecipa poi alla prova in linea la domenica seguente, provando due allunghi al penultimo giro, non riuscendo però a far selezione perché il circuito iridato si rivela troppo facile; chiude 25º nel gruppetto dei migliori.

### 2018: i secondi posti al Giro d'Italia, al Tour de France e al Mondiale a cronometro
Nel 2018 partecipa al Giro d'Italia con l'obiettivo di bissare il successo dell'anno precedente. Vince subito il prologo iniziale a Gerusalemme andando ad indossare la maglia rosa. Dimostra di avere una buona forma e grande regolarità in salita ma già sul primo arrivo in quota, quello sull'Etna, deve arrendersi alla superiorità di Simon Yates. Nelle prime due settimane Yates infligge distacchi significativi ai suoi rivali diretti per la maglia rosa in tutte le tappe di montagna. La terza settimana si apre con una cronometro di quasi 35 km che vede Dumoulin classificarsi al terzo posto senza però riuscire a strappare la maglia di leader a Yates. Nella diciottesima tappa, sull'arrivo in salita di Pratonevoso, Yates accusa al traguardo 28 secondi da Dumoulin, dimezzando così il suo vantaggio sul corridore olandese. L'indomani, nella tappa regina da Venaria Reale a Bardonecchia, Dumoulin è per buona parte della tappa maglia rosa virtuale complice la crisi di Yates sulla prima salita di giornata, il Colle delle Finestre, ma non può niente di fronte a Chris Froome, che parte a 80,2 km dal traguardo e dopo una fuga solitaria giunge al traguardo con oltre 3 minuti su tutti i rivali, conquistando la maglia rosa. Nell'ultima tappa di montagna Dumoulin prova a staccare Froome sulla salita verso Cervinia ma senza riuscirci, chiude dunque il Giro d'Italia al secondo posto a soli 46 secondi da Froome e davanti a Miguel Ángel López, distanziato di oltre 4 minuti.

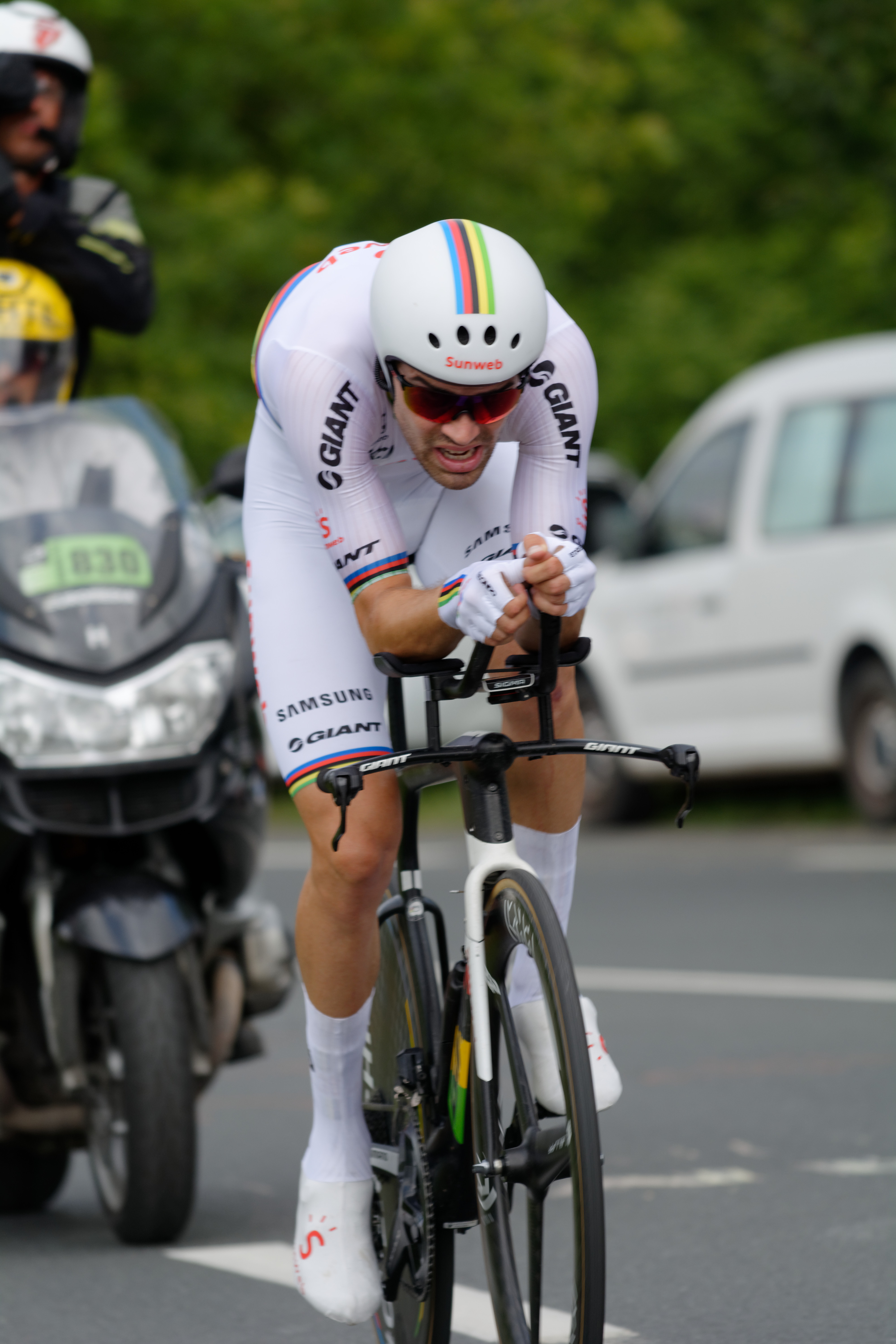
Tom Dumoulin impegnato nella cronometro finale del Tour de France 2018.

Si presenta anche al via del Tour de France con ambizioni di classifica; dopo aver condotto la Sunweb ad un buon risultato nella cronosquadre, durante la 7ª tappa, con arrivo sul Mûr-de-Bretagne, resta vittima di una foratura ai piedi dell'ascesa finale, e arriva al traguardo con 53" di ritardo dai migliori, venendo penalizzato dalla giuria con altri 20" di penalità per aver sfruttato le scie delle ammiraglie per troppo tempo. Durante la 11ª tappa, la seconda alpina, con arrivo a La Rosière, attacca in discesa a 30 km dall'arrivo con un compagno di squadra, affrontando poi l'ascesa finale da solo, raggiungendo tutti i fuggitivi; viene raggiunto da Geraint Thomas a 2 chilometri dalla conclusione, che lo stacca sotto la flame rouge; l'olandese arriva 2º sul traguardo insieme al compagno di Thomas, e suo rivale al Giro Chris Froome, issandosi così al terzo posto in classifica proprio dietro i due britannici. Il giorno seguente, sull'Alpe d'Huez, risponde agli attacchi di Froome, venendo però ancora una volta battuto da Thomas, in volata. 
Anche a Mende, con l'arrivo posto dopo una breve ma dura ascesa, è l'unico che riesce a rimanere con il duo del Team Sky, e i tre arrivano a pochi secondi da Primož Roglič, altro contendente al podio. Sui Pirenei continua a non dare segni di cedimento, ma anzi, nella breve tappa con arrivo sul Col de Portet attacca nel finale della durissima ascesa, mandando in crisi Froome; con lui rimangono solo Roglič e la maglia gialla Thomas, il quale nel finale gli stacca di pochi secondi aggiudicandosi anche l'abbuono; guadagna comunque una posizione in classifica. Nell'ultima frazione pirenaica, con l'ascesa al Col du Tourmalet e al Col d'Aubisque, prova ad attaccare la maglia gialla Thomas, invano. Il giorno seguente, vince la cronometro da Saint-Pée-sur-Nivelle ad Espelette, conquistando la sua terza tappa alla Grande Boucle, davanti a Froome e Thomas, consolidando così il suo secondo posto in classifica (a 1'51" dal britannico), che conserva anche il giorno seguente a Parigi.
Quello del 2018 è, ancora una volta, un campionato mondiale al vertice per Tom Dumoulin. Alla cronometro a squadre il suo Team Sunweb arriva secondo, proprio grazie alla sua andatura in pianura e in discesa; mentre alla cronometro individuale arriva secondo, battuto solo da Rohan Dennis. Infine, nella durissima prova in linea di Innsbruck arriva a giocarsi il mondiale in volata rientrando tra i 3 di testa ad un chilometro e mezzo dalla fine, piazzandosi quarto allo sprint.

### 2019: l'infortunio al ginocchio e il ritiro al Giro
Il 2019 di Dumoulin si apre con la dichiarazione di voler prendere parte al Giro d'Italia, considerato il "principale obiettivo" della stagione. Nonostante una caduta, conclude lo UAE Tour, corsa a tappe di sette giorni, in sesta posizione; partecipa poi anche alla Tirreno-Adriatico, gara in cui chiude quarto, e alla Milano-Sanremo, in cui si piazza undicesimo e staccato nella volata finale. Prende quindi il via del Giro d'Italia classificandosi quinto nella cronometro di apertura a Bologna vinta dallo sloveno Primož Roglič. Nel finale della quarta frazione è però vittima di una caduta, ferendosi al ginocchio, ed è così costretto al ritiro dopo pochi chilometri dal via della quinta tappa.
Torna alle corse a giugno, al Critérium du Dauphiné, ma anche in questa prova, pochi giorni dopo il terzo posto nella cronometro di Roanne, si ritira per il riacutizzarsi dei problemi al ginocchio. Operato in luglio a Rotterdam, conclude anzitempo la stagione. In agosto viene intanto ufficializzato il suo trasferimento per tre anni, a partire dal 1º gennaio 2020, tra le file del Team Jumbo-Visma.

### 2020-2022: la prima stagione con la Jumbo-Visma e lo stop
Dopo i mesi di stop alle corse a causa della pandemia di COVID-19, Dumoulin inizia la propria stagione agonistica 2020 nel mese di agosto, con la partecipazione prima al Tour de l'Ain e poi al Critérium du Dauphiné, corsa che conclude in settima posizione anche grazie al quinto posto ottenuto nell'ultima tappa a Megève. A fine agosto prende il via del Tour de France come co-capitano della Jumbo-Visma insieme a Roglič e a Steven Kruijswijk: durante la corsa si mette in evidenza come gregario "di lusso" dello sloveno, che conclude secondo nella corsa, e ottiene a sua volta il settimo posto nella classifica finale, anche grazie al secondo posto nella cronometro conclusiva alla Planche des Belles Filles. Dopo la Grande Boucle partecipa ai mondiali a Imola, piazzandosi decimo a cronometro e quattordicesimo in linea, e alla Liegi-Bastogne-Liegi, che chiude al dodicesimo posto. È poi al via della Vuelta a España ancora in supporto a Roglič (poi vincitore), ma si stacca presto dai migliori, scegliendo perciò di ritirarsi prima dell'ottava frazione.
Il 23 gennaio 2021, dopo aver già presentato il proprio programma di gare per la nuova stagione, annuncia uno stop a tempo indeterminato all'attività agonistica, indicando come causa la volontà di prendere del tempo per sé stesso e valutare il proprio futuro. 
Dopo 5 mesi di stop ritorna alle corse in giugno, al Tour de Suisse, dove ottiene un quinto posto nella cronometro conclusiva di Andermatt. Tre giorni dopo, corre la prova a cronometro dei Campionati olandesi di ciclismo su strada, dove torna alla vittoria a quasi tre anni di distanza. Selezionato dalla nazionale olandese, partecipa ad entrambe le prove olimpiche di Tokyo 2020: nella prova a cronometro, chiude secondo, alle spalle di Primož Roglič, ribissando l'argento di Rio 2016.
Nel 2022 partecipa al Giro d'Italia, concluso con il ritiro alla 14ª tappa. Successivamente annuncia l'intenzione di ritirarsi dall'attività agonistica a fine anno.

## Palmarès
- 2010 (Under-23, Park Hotel Rooding, quattro vittorie)

3ª tappa Grand Prix du Portugal (Guarda > Guarda, cronometro)
Classifica generale Grand Prix du Portugal
Omloop Lek en IJssel
7ª tappa Girobio (Tavullia > Urbino, cronometro)
- 2011 (Under-23, Rabobank Continental, una vittoria)

Classifica generale Triptyque des Monts et Châteaux
- 2014 (Giant-Shimano, quattro vittorie)

2ª tappa Critérium International (Porto Vecchio, cronometro)
Campionati olandesi, Prova a cronometro
3ª tappa Eneco Tour (Breda > Breda, cronometro)
Prologo Tour of Alberta (Calgary, cronometro)
- 2015 (Giant-Alpecin, cinque vittorie)

6ª tappa Vuelta al País Vasco (Aia > Aia, cronometro)
Prologo Tour de Suisse (Risch-Rotkreuz, cronometro)
9ª tappa Tour de Suisse (Berna > Berna, cronometro)
9ª tappa Vuelta a España (Torrevieja > Alto Cumbre del Sol)
17ª tappa Vuelta a España (Burgos > Burgos, cronometro)
- 2016 (Giant-Alpecin, quattro vittorie)

1ª tappa Giro d'Italia (Apeldoorn, cronometro)
Campionati olandesi, Prova a cronometro
9ª tappa Tour de France (Vielha-Val d'Aran > Andorra-Arcalís)
13ª tappa Tour de France (Bourg-Saint-Andéol > La Caverne du Pont-d'Arc, cronometro)
- 2017 (Team Sunweb, sei vittorie)

10ª tappa Giro d'Italia (Foligno > Montefalco, cronometro)
14ª tappa Giro d'Italia (Castellania > Santuario di Oropa)
Classifica generale Giro d'Italia
Campionati olandesi, Prova a cronometro
Classifica generale BinckBank Tour
Campionati del mondo, Prova a cronometro
- 2018 (Team Sunweb, due vittorie)

1ª tappa Giro d'Italia (Gerusalemme > Gerusalemme, cronometro)
20ª tappa Tour de France (Saint-Pée-sur-Nivelle > Espelette, cronometro)
- 2021 (Jumbo-Visma, una vittoria)

Campionati olandesi, Prova a cronometro

### Altri successi
- 2010 (Under-23, Park Hotel Rooding)

Classifica giovani Grand Prix du Portugal
- 2013 (Argos-Shimano)

Profronde van Maastricht (Criterium)
Classifica giovani Giro del Belgio
Classifica scalatori Vuelta a Andalucía
- 2014 (Giant-Shimano)

Profronde van Maastricht (Criterium)
Profronde van Heerlen (Criterium)
Mijl van Mares - Maarheeze (Criterium)
Classifica a punti Eneco Tour
Classifica giovani Tour of Alberta
Classifica giovani Giro del Belgio
- 2015 (Giant)

Premio della Combattività Vuelta a España
- 2017 (Team Sunweb)

Campionati del mondo, Cronometro a squadre
- 2018 (Team Sunweb)

2ª tappa Hammer Hong Kong (Hong Kong, cronosquadre)

## Piazzamenti

### Grandi Giri
- Giro d'Italia

2016: ritirato (11ª tappa)
2017: vincitore
2018: 2º
2019: ritirato (5ª tappa)
2022: ritirato (14ª tappa)
- Tour de France

2013: 41º
2014: 33º
2015: ritirato (3ª tappa)
2016: ritirato (19ª tappa)
2018: 2º
2020: 7º
- Vuelta a España

2012: ritirato (8ª tappa)
2015: 6º
2020: non partito (8ª tappa)

### Classiche monumento
- Milano-Sanremo

2013: 126º
2015: 25º
2017: 69º
2018: 31º
2019: 11º
- Giro delle Fiandre

2012: ritirato
- Liegi-Bastogne-Liegi

2012: ritirato
2013: 121º
2014: 65º
2015: 25º
2017: 22º
2018: 15º
2019: 50º
2020: 12º
- Giro di Lombardia

2012: ritirato
2013: 18º
2014: 43º
2015: ritirato
2016: ritirato

### Competizioni mondiali
- Campionati del mondo

Geelong 2010 - Cronometro Under-23: 7º
Geelong 2010 - In linea Under-23: 80º
Copenaghen 2011 - Cronometro Under-23: 8º
Limburgo 2012 - Cronometro Under-23: 10º
Limburgo 2012 - In linea Under-23: 85º
Toscana 2013 - Cronosquadre: 14º
Toscana 2013 - In linea Elite: ritirato
Ponferrada 2014 - Cronosquadre: 8º
Ponferrada 2014 - Cronometro Elite: 3º
Ponferrada 2014 - In linea Elite: 22º
Richmond 2015 - Cronosquadre: 5º
Richmond 2015 - Cronometro Elite: 5º
Richmond 2015 - In linea Elite: 11º
Doha 2016 - Cronosquadre: 7º
Doha 2016 - Cronometro Elite: 11º
Doha 2016 - In linea Elite: ritirato
Bergen 2017 - Cronosquadre: vincitore
Bergen 2017 - Cronometro Elite: vincitore
Bergen 2017 - In linea Elite: 25º
Innsbruck 2018 - Cronosquadre: 2º
Innsbruck 2018 - Cronometro Elite: 2º
Innsbruck 2018 - In linea Elite: 4º
Imola 2020 - Cronometro Elite: 10º
Imola 2020 - In linea Elite: 14º
- Giochi olimpici

Rio de Janeiro 2016 - In linea: ritirato
Rio de Janeiro 2016 - Cronometro: 2º
Tokyo 2020 - In linea: 44º
Tokyo 2020 - Cronometro: 2º

### Competizioni europee
- Campionati europei

Offida 2011 - Cronometro Under-23: 22°
Offida 2011 - In linea Under-23: 22°

## Riconoscimenti
- Sportivo olandese dell'anno (2017)